# Twistan
Twistan ist eine organische Verbindung, welche zu den Polycyclen gehört. Die Verbindung besteht aus zwei verdrillten Cyclohexan-Ringen in einer Boot-ähnlichen Struktur. Der Name geht zurück auf H. W. Whitlock, der der Verbindung den Namen aufgrund ihrer verdrehten (englisch: twisted) Struktur gab.

## Darstellung
Die Verbindung kann auf vielfältige Wege dargestellt werden. Die erstmalige Synthese von Whitlock erfolgte 1962 ausgehend von Tricyclo[2.2.2.01,4]oct-5-en-2-säureethylester innerhalb von 10 Syntheseschritten.
Im Jahr 1967 wurde eine neue, kürzere Synthese ausgehend von 2,7-Dihydroxynaphthalin vorgestellt.

## Eigenschaften
Im Gegensatz zu seinem Isomer Adamantan ist die Verbindung chiral (axiale Chiralität entlang der C2-Achse, Punktgruppe D2) und optisch aktiv. Der spezifische Drehwinkel beträgt für das (+)-Isomer {\displaystyle \alpha _{\text{D}}^{22}=+414} für eine Konzentration von 0,489 mol·l−1 in Ethanol.